# ویلی کرنن
ویلی کرنن (انگلیسی: Willy Kernen; ۶ اوت ۱۹۲۹ – ۱۲ نوامبر ۲۰۰۹) بازیکن فوتبال اهل سوئیس بود.
وی عضو تیم ملی فوتبال سوئیس در
جام جهانی فوتبال ۱۹۵۰، ۱۹۵۴ و ۱۹۶۲ بوده‌است.